# Sabré Cook

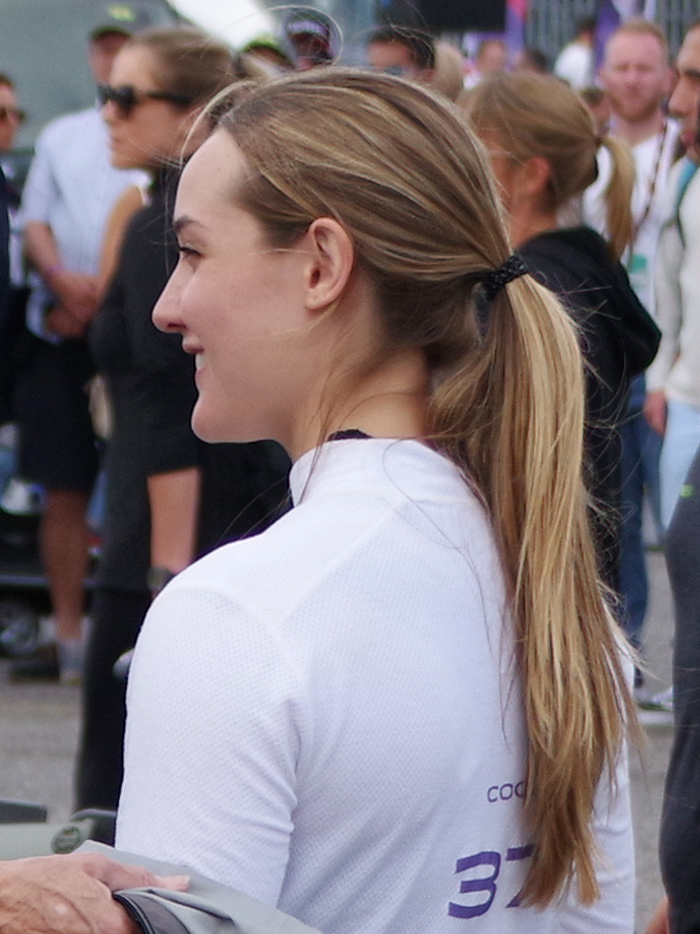
Sabré Cook 2019 in der W Series

Sabré Cook (* 21. Mai 1994 in Grand Junction) ist eine US-amerikanische Automobilrennfahrerin.

## Karriere
Sabré Cook fing Mitte der 2000er im Kartsport an. Dort startete sie bis 2017 in verschiedenen US-Kartserien. Zu ihren größten Kart-Erfolgen zählen die Siege 2012 in der S2-Wertung der SKUSA Pro Tour und 2015 in der CRG-USA DD-2-Wertung der Challenge of the Americas.
Ihr erstes Formel-Rennen 2017 in der Formula Enterprise-Klasse der SCCA National Championship Runoffs beendete sie mit dem neunten Platz. 2020 trat sie nochmals zu einem Rennen in dieser Serie an und wurde Achte.
2018 trat sie in zwei Formel-Serien an. In der US-amerikanischen Formel-4-Meisterschaft ging sie an fünf von 17 Läufen an den Start und wurde 40. in der Gesamtwertung. In der U.S. F2000 National Championship startete in neun von 14. Läufen und beendete die Saison mit dem 29. Gesamtplatz.
2019 und 2021 fuhr sie in der W Series und belegte am Ende 2019 den 12. Platz in der Gesamtwertung. In der Simracing-Rennserie W Series Esports League, die statt der abgesagten W Series 2020 veranstaltet wurde, erreichte sie den 18. Platz.
In der Saison 2020 startete sie in der Indy Pro 2000 Meisterschaft (ehemals Pro Mazda Championship) und wurde 19. in der Gesamtwertung. 2021 tritt sie mit dem Team Hixon Motor Sports im Mazda MX-5 Cup an.

## Statistik

### Einzelergebnisse in der W Series
| Jahr | 1   | 2   | 3   | 4   | 5   | 6   | 7   | 8   | Punkte | Rang |
| ---- | --- | --- | --- | --- | --- | --- | --- | --- | ------ | ---- |
| 2019 | HOC | ZOL | MIS | NOR | ASS | BRA |     |     | 12     | 12.  |
| 2019 | 13  | 15  | 8   | 7   | 13  | 9   |     |     | 12     | 12.  |
| 2021 | RBR | RBR | SIL | BUD | SPA | ZAN | AUS | AUS | 0      | 20.  |
| 2021 | 14  | 13  | 13  | 14  | 11  | 14  | 11  | 13  | 0      | 20.  |